# ماساتيرو أكيتا
ماساتيرو أكيتا (باليابانية: 秋田 政輝) (مواليد 25 سبتمبر 1982)، هو لاعب كرة قدم ياباني سابق كان يلعب كلاعب وسط.

## وصلات خارجية
- ماساتيرو أكيتا على موقع رابطة كرة القدم اليابانية للمحترفين (اليابانية)